# Relations entre la Pologne et l'Union européenne
Les relations entre la Pologne et l'Union européenne sont des relations verticales impliquant l'organisation supranationale et un de ses États membres.

## Sources

## Compléments